# Micorriza arbuscular

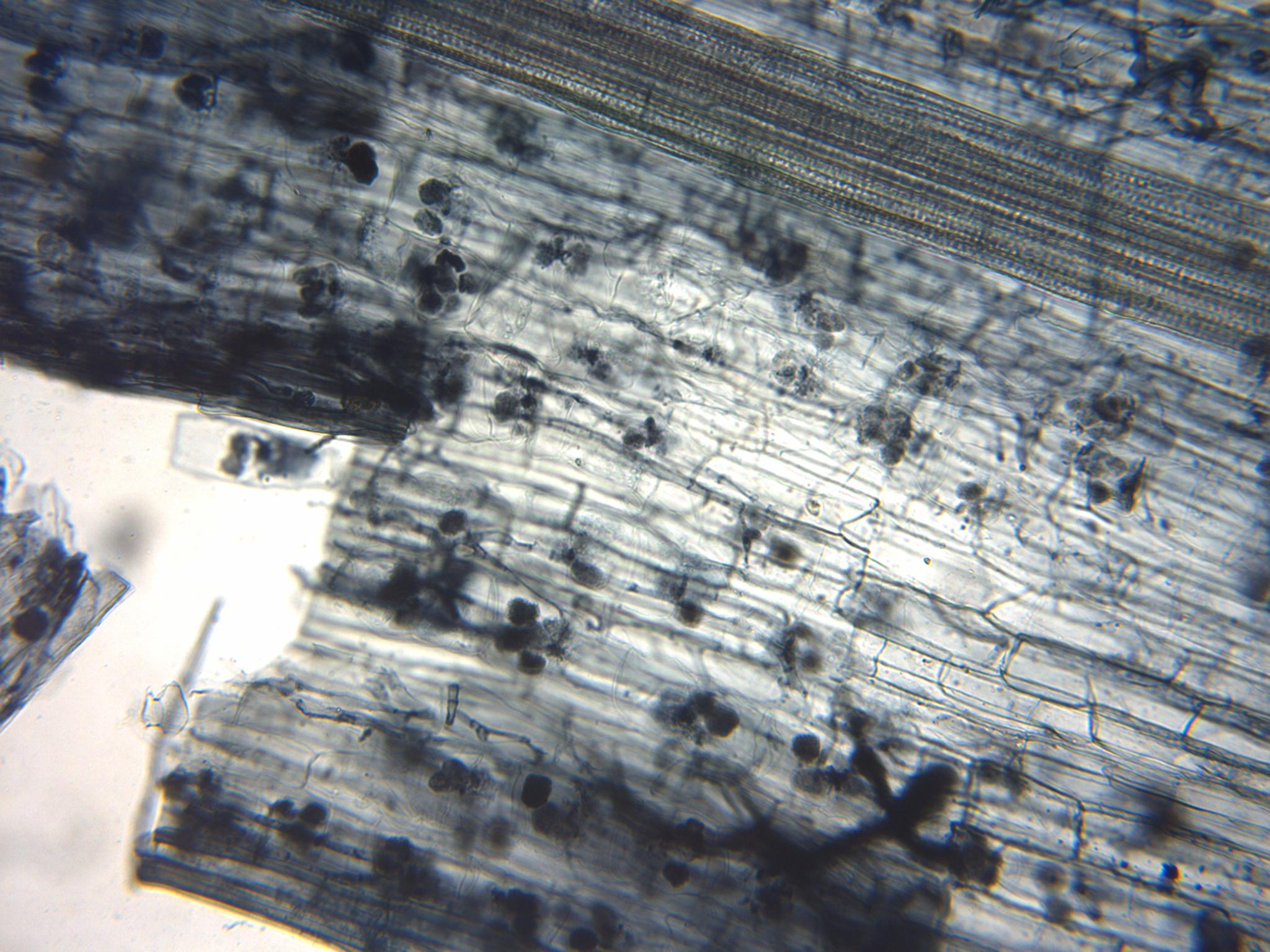
Arrel de les cèl·lules corticals del lli que contenen arbúsculs aparellats

La micorriza arbuscular, també anomenada endomicorriza, és un tipus de micorriza en la què el fong penetra en les cèl·lules corticals de les arrels d'una planta vascular.
Les micorrizes arbusculars (AMs) es caracteritzen per la formació d'unes estructures especials, els arbúsculs i les vesícules, per part dels fongs del fílum Glomeromycota (fongs AM). Els fongs AM (AMF) ajuden les plantes a capturar nutrients com el fòsfor, sofre, nitrogen i micronutrients del sòl. Es creu que el desenvolupament dels fongs AM van tenir un paper important en la colonització inicial de la Terra per part de les plantes i en l'evolució de les plantes vascular.
S'ha dit que és més fàcil donar una llista de les plantes que no formen micorrizes arbusculars que no pas de les que en formen. Aquesta simbiosi és una relació altament desenvolupada entre els fongs i les plantes i la relació simbiòtica més estesa. l'AM es troba en els 80% de les famílies de les plantes vasculars actualment existents.

## Evolució de la simbiosi de les micorrizes

### Paleobiologia
Tant les evidències en paleobiologia com les moleculars indiquen que l'AM és una simbiosi antiga originada fa almenys 460 milions d'anys i podria haver facilitat el desenvolupament de plantes terrestres.
El Rhynie chert del baix Devonià ha donat fòssils de les primeres plantes terrestres en les quals s'observen ja els fongs AM.

### Evidència molecular
Wang et al. (2010) van fer una investigació intensiva sobre els tres gens de les plantes que codifiquen una cascada de transducció de senyal vital per la comunicació amb l'ordre de fongs Glomales (DMI1, DMI3, IPD3). Les seqüències d'aquests tres gens es van obtenir en els principals clades de les plantes terrestres modernes incloent les falgueres Marchantiophyta.

## Fisiologia
L'estadi inicial de colonització de les plantes per les micorrizes arbusculars es coneix com a presimbiosi i consisteix en tres estadis: germinació de l'espora, creixement de l'hifa reconeixement de l'hoste i formació dels apressoris.
Una vegada dins del parènquima de la planta el fong forma estructures molt embrancades pel bescanvi de nutrients amb la planta que reben el nom d'arbúsculs. N'hi ha de dues formes segons com creixen les hifes: el tipus Paris i el tipus Arum.
La planta hoste exerceix un control sobre la proliferació de les hifes intercel·lulars i la formació dels arbúsculs.

### Captació de nutrients i bescanvi
Els AMF són simbionts obligats. Tenen una limitada capacitat saprofítica i depenen de la planta per la seva nutrició en carboni, capturen com hexosa els productes de la fotosíntesi de les plantes.

## Agricultura
Moltes pràctiques de l'agricultura moderna interrompen la simbiosi micorrízica. Hi ha un gran potencial en l'agricultura de baixos insums per gestionar el sistema per tal de promoure la simbiosi micorrízica.
Les pràctiques agrícoles convencionals com la de llaurar l'alta aplicació de fertilitzants i de fungicides, poca rotació de conreus i la selecció vegetal cap a plantes que resisteixin aquestes condicions fan abaixar la capacitat de les plantes conreades de tenir micorrizes arbusculars. Molts conreus van millor si queden colonitzats pels fongs AM, ja que incrementen la captació de fòsfor i micronutrients.
La gestió dels fongs AM és especialment important en l'agricultura ecològica i en la de baixos insums, ja que en general la disponibilitat del fòsfor en els sòls és baixa. Alguns conreus com el del lli depenen molt dels fongs micorizis arbusculars per la seva baixa capacitat quimiotàxica el fòsfor.